# Bielica (rejon stołpecki)
Bielica (biał. Беліца; ros. Белица) – wieś na Białorusi, w obwodzie mińskim, w rejonie stołpeckim, w sielsowiecie Derewno, na skraju Puszczy Nalibockiej.

## Historia
W dwudziestoleciu międzywojennym leżała w Polsce, w województwie nowogródzkim, w powiecie stołpeckim, w gminie Derewno. W 1921 miejscowość liczyła 150 mieszkańców, zamieszkałych w 29 budynkach, w tym 149 Polaków i 1 Białorusina. 149 mieszkańców było wyznania rzymskokatolickiego i 1 prawosławnego.
W czasie II wojny światowej 3 mieszkańców Bielicy dołączyło do Zgrupowania Stołpeckiego Armii Krajowej.
Po II wojnie światowej w granicach Związku Radzieckiego. Od 1991 w niepodległej Białorusi.